# Lonicera fragilis
Lonicera fragilis är en kaprifolväxtart som beskrevs av H. Lév. Lonicera fragilis ingår i släktet tryar, och familjen kaprifolväxter. Inga underarter finns listade i Catalogue of Life.